# Readmisní dohoda
Readmisní dohoda je mezinárodní smlouva upravující předávání občanů, kteří neoprávněně vstoupili na území jedné ze smluvních stran nebo na něm neoprávněně pobývají, do země jejich původu. Zpravidla stanoví podrobné podmínky, za nichž k předávání dochází.